# MGMレコード
MGMレコード（MGM Records）は、映画会社メトロ・ゴールドウィン・メイヤー（MGM）が、1946年に創始したレコード会社。当初はミュージカル映画のサウンドトラック・アルバムのリリースが目的だったが、後に、ポップ系のレーベルとなり、1970年代まで存続した。

## 歴史

### サウンドトラック・アルバム
MGMレコード最初のサウンドトラック作品は、作曲家ジェローム・カーン（Jerome Kern）の生涯に取材した1946年のミュージカル映画『雲流るるままに（Till the Clouds Roll By）』であった。これは実写映画では最初のサウンドトラック・アルバムであった。もともとは10インチの78回転盤（SPレコード）4枚組のアルバムとして発売され、MGMの初期のサウンドトラック・アルバムの多くと同じように、映画から8か所だけを選んで収録したものであった。映画の中の歌をレコードの盤面に収めるためには、編集や操作が必要であった。当時はまだテープレコーダーがなかったため、レコード・プロデューサーは、セットで使われた再生用音盤から部分ごとに分割した複製を作り、音盤から音盤への複製を繰り返しながら、曲と曲のつなぎやクロスフェードなどの効果を入れて原盤を制作する必要があった。言うまでもなく、オリジナルから何回もの複製を経て制作される原盤であり、その音質には限界があった。さらに、セットでの再生する音盤は、大きな映画館で音が虚ろにならないように、意図的に（リバーブをかけない）「ドライな音」になっていたので、こうした過程を経て作られたアルバムの音は平板で、こもったようなものになっていた。
デッカが出していたブロードウェイのショー・キャスト・アルバムを真似て、MGMレコードは、こうしたサウンドトラック盤を「オリジナル・キャスト・アルバム」と呼んでいた。MGMは「サウンドトラックから直接録音された（recorded directly from the soundtrack）」という謳い文句も作り出した。すばらくすると、「サウンドトラック」という言葉は、映画の中の素材であれば何にでも使われはじめ、実際に映画のサウンドトラックから取られたものも、スタジオで録音し直したものも、そう呼ばれるようになった。この言葉はさらに、明らかに誤用であるにもかかわらずブロードウェイのキャストによる録音にまで用いられるようになった。本来の「サウンドトラック」は（映画のキャストそのままの音なので）「キャスト・レコーディング」と称してもよいが、（映画ではない舞台ミュージカルの）「キャスト・レコーディング」を「サウンドトラック」と呼ぶのはまったくの誤りである。
MGMのサウンドトラック・アルバムの代表作としては、『グッド・ニュース（Good News）』（1947年版）、『イースター・パレード』（1948年）、『アニーよ銃をとれ（Annie Get Your Gun）』（1950年）、『雨に唄えば（Singin' in the Rain）』（1952年）、『ショウ・ボート（Show Boat）』（1951年版）、『バンド・ワゴン（The Band Wagon）』（1953年）、『掠奪された七人の花嫁（Seven Brides for Seven Brothers）』（1954年）、『恋の手ほどき（Gigi）』（1958年）などがある。1939年の映画『オズの魔法使（The Wizard of Oz）』が、初めてテレビで放映された1956年、MGMレコードはこの映画のサウンドトラックから歌と台詞の一部を抜粋したアルバムをリリースした。
1950年ころには、録音に実用できる磁気テープが登場し、1951年以降、アルバムの音質は飛躍的に向上した。
MGMレコードは、ミュージカル以外の映画音楽のアルバムも出しており、『ベン・ハー（Ben-Hur）』（1959年）、『キング・オブ・キングス（King of Kings）』（1961年版）、『西部開拓史（How the West Was Won）』（1962年）などが代表作である。このうち『ベン・ハー』と『キング・オブ・キングス』のアルバムは、オリジナルのオーケストラで、オリジナルのスコアを用い、スタジオで収録し直したものであるが、『西部開拓史』はサウンドトラックそのままである。
1990年代以降は、『ベン・ハー』と『キング・オブ・キングス』についても、本来のサウンドトラックからの音を収めたアルバムが入手できるようになった。ライノ・レコード版のアルバムには、文字通りサウンドトラック全編が、アウトテイクとともに収録されている。
ミュージカル以外の映画に関して、ライノ・レコードは、1990年代にMGM映画のサウンドトラックを所有していたターナー・エンタテインメント（Turner Entertainment）から諸権利を獲得し、MGM映画の映画音楽アルバムを、ほとんどの楽曲を収録した、以前に発表されたものより長い収録時間にして再発した。

### メトロ・ゴールドウィン・メイヤー・レコード
実は、MGMレコードの誕生以前にも、1928年に、メトロ・ゴールドウィン・メイヤー・レコード（Metro-Goldwyn-Mayer Records）が短命ながら存在していた。これは、MGM映画の主題歌などを、一般への販売用ではなく、映画館のロビーなどでかける宣伝用にレコード制作をしたものであった。このときのメトロ・ゴールドウィン・メイヤー・レコードは、コロムビア・レコードのスタジオと契約して制作されていた。

### ポップ・レーベルとして
1950年代はじめ、MGMレコードは、コロムビア、RCA、デッカ/コーラル、キャピトル、マーキュリーと並んで、「大手」レコード会社のひとつと見なされていた。傘下のレーベルとしてカブ・レコード（Cub Records）が1950年代末に立ち上がり、1960年12月にはヴァーヴ・レコードをノーマン・グランツから買収した。この他、傘下のレーベルには、カーマ・スートラ・レコード（Kama Sutra Records：1965年から、カーマ・スートラの姉妹レーベルであるブッダ・レコード（Buddah Records）による配給に移行する1969年まで）、アヴァ（Ava）、ヘリテージ（Heritage）、廉価盤レーベルのメトロ（Metro）、ヒッコリー（Hickory）、MGMサウス（MGM South）、L&R、ライオネル（Lionel）などがあった。MGMレコードは、1967年の短期間、カメオ-パークウェイ・レコード（Cameo-Parkway Records）も配給した。この体制で4枚のアルバムと2枚のシングルがリリースされたが、その後、アラン・クレインが同社を買収し、レーベル名はアブコ・レコード（ABKCO）に変更された。
MGMレコードが配給したレーベルのひとつはアメリカン・インターナショナル・ピクチャーズのレコード部門であったアメリカン・インターナショナル・レコード（American International Records）であったが。この映画会社の作品に関する諸権利は、現在MGMが保有している。1964年ビートルズのアメリカでの爆発的なヒットと人気にに目を付けリンゴの前任者のピート・ベスト時代のトニー・シェルダンとのドイツのポリドールでのセッションの版権を購入し「いい娘じゃないか」などをカップリングしたシングルを乱発しビートルズの上位チャート独占を裏で支えた。

### カントリー音楽
MGMレコードの初代社長フランク・ウォーカーが発掘して契約したハンク・ウィリアムズは、MGMレコードのカントリー音楽部門の要であった。レーベルに所属するカントリー分野の代表的なアーティストには、ハンク・ウィリアムズ・ジュニア（Hank Williams, Jr.）、シェブ・ウーリー（Sheb Wooley）コンウェイ・トゥイッティ（Conway Twitty）、サンディ・ポージー（Sandy Posey）、マリー・オズモンド（Marie Osmond）、C・W・マッコール（C.W. McCall）らがいる。

### クラシック音楽
MGMレコードは、様々な音楽ジャンルの商品を扱っているが、カタログ番号はすべて同じ系列のものを使っていた。1951年からは、ある程度までクラシック音楽の録音も扱われるようになり、その中には、初の全作品録音の完成と謳われた、カタログ番号 E3711、ピアニスト、ベヴァリッジ・ウェブスターによる、フランツ・シューベルトのソナタ2曲の演奏も含まれていた。1962年に、MGMレコードは、ドイツのクラシック音楽レーベルの名門ドイツ・グラモフォンの米国配給を引き受けた。この体制は、ポリドール・レコードが米国に進出した1969年まで続いた。

### ポリグラムへの売却とその後
1972年、MGMレコードはポリグラムに売却された。この売却の取引条件の一環として、ポリグラムは「MGMレコード」という名称の永年使用権と、売却後10年間に限ってMGMの登録商標やロゴを使用する権利を確保した。1976年、MGMレコードは、所属アーティストごと、ポリグラム傘下のポリドール・レコードに吸収された。ただし、その後も1982年までは、ポリグラムがリリースするMGM映画のサウンドトラック・アルバムや、旧タイトルの再発盤などで、MGMレコードの名が使われ続けた。
その後、ポリグラムはMGMレコードの商標などに対する権利を手放し、MGMは1997年に再びMGMレコードの商標を回復することができた。
かつてMGMレコードが保有していた作品へ諸権利は、今では分割されている。ポップ・ミュージックのカタログは、ユニバーサル・ミュージック・エンタープライズ（Universal Music Enterprises）が運営し、ポリドール・レーベルで供給されている。カントリー音楽は、ユニバーサル・ミュージック・グループ・ナッシュビル（Universal Music Group Nashville）が運営し、再発盤にはマーキュリー・レコード・ナッシュビルと記されている。MGMサウンドトラックのカタログは、ターナー・クラシック・ムービー・ミュージック（Turner Classic Movies Music）を代行して、ライノ・レコード（Universal Music Enterprises）が運営している。

### MGMミュージック
1986年、MGMは、自社が保有する音楽関係の権利を管理する「MGMミュージック（MGM Music）」を設立した。同社は、特にサウンドトラックのライセンシングに取り組んでいる。1986年以降のMGM映画に関わる音楽や音楽出版関係の諸権利は同社が管理しており（それ以前についてはタイム・ワーナー（現：ワーナーメディア）のターナー・エンタテインメントが諸権利を保有している）、さらに（現在はMGMの子会社となっている）ユナイテッド・アーティスツとオライオン・ピクチャーズの映画に関わる音楽や音楽出版関係の諸権利も管理している。

## MGMレコード所属アーティスト
(US) は、米国のみのレーベル所属。その他のカッコ書きは傘下のレーベルへの所属。
- アニマルズ (US)
- Chris Bartley (Vando)
- Tony Blackburn
- :Otis Blackwell
- Bobby Bloom (L&R)
- The Blues Project (Verve Forecast)
- Johnny Bristol
- Eric Burdon & War (US)
- Lou Christie
- ペトゥラ・クラーク (US)
- Coven
- The Cowsills
- Daddy Dewdrop (Sunflower Records)
- サミー・デイヴィスJr.
- Mark Dinning
- Micky Dolenz
- Billy Eckstine
- Tommy Edwards
- Every Mother's Son
- Five Man Electrical Band (Lionel)
- The Five Satins
- Les Fradkin (Sunflower Records)
- コニー・フランシス
- Friend and Lover (Verve Forecast)
- Gloria Gaynor
- The Gentrys
- スタン・ゲッツ (Verve)
- ライオネル・ハンプトン
- リッチー・ヘブンス
- ハーマンズ・ハーミッツ (US)
- Earl Hines
- LeRoy Holmes
- The Hombres (Verve Forecast)
- ジャニス・イアン (Verve / Verve Forecast)
- The Impalas (Cub)
- Jerry Landis - ポール・サイモンの変名のひとつ
- Millie Jackson
- ハリー・ジェイムス
- Joni James
- デイビー・ジョーンズ
- Jimmy Jones (Cub)
- Lainie Kazan
- Eartha Kitt
- Bobby Lewis
- Bob Lind (Verve Folkways)
- Vincent Lopez
- ルービン・ブラザーズ
- ラヴィン・スプーンフル (Kama Sutra)
- C.W. McCall
- Jaime Mendoza-Nava
- Art Mooney
- Jaye P. Morgan
- マザーズ・オブ・インヴェンション (Verve)
- ウェイン・ニュートン
- Larry Norman (MGM/Verve)
- ロイ・オービソン
- Orpheus
- The Osmonds (Donny Osmond、Marie Osmond、Donny & Marie Osmond、Little Jimmy Osmond)
- Michael Parks
- George Paxton and His Orchestra
- :Sandy Posey
- ルー・ロウルズ
- ライチャス・ブラザーズ (Verve)
- Jeannie C. Riley
- Tommy Roe (MGM South)
- デヴィッド・ローズ
- :The Royalettes
- Sam the Sham & the Pharaohs
- Domingo Santa-Cruz
- ニール・セダカ
- ジョージ・シアリング・クインテット
- エルケ・ソマー
- Sopwith Camel (Kama Sutra)
- Jim Stafford
- The Stereos (Cub)
- Sister Rosetta Tharpe
- Mel Tillis
- Johnny Tillotson
- Jo Ann Tolley
- Conway Twitty
- The Tymes
- ヴェルヴェット・アンダーグラウンド (Verve)
- ワルター・ワンダレイ (Verve)
- The Trade Winds (Kama Sutra)
- ハンク・ウィリアムズ
- Hank Williams, Jr.
- テディ・ウィルソン
- Sheb Wooley
- Dennis Yost & the Classics IV (MGM South)
- Incredible Bongo Band (Pride)
- The Sylvers (Pride)
- Marvin Rainwater
- Andy Starr
- Ultimate Spinach
- フランク・ザッパ (Verve)